# Abárzuza
Abárzuza település Spanyolországban, Navarra autonóm közösségben. Abárzuza Allín, Améscoa Baja és Yerri községekkel határos. Lakosainak száma 518 fő (2024).

## Népesség
A település népessége az elmúlt években az alábbi módon változott:
| Lakosok száma | 516  | 514  | 579  | 574  | 548  | 556  | 524  | 538  | 527  | 518  |
|               | 2001 | 2004 | 2007 | 2009 | 2012 | 2014 | 2017 | 2019 | 2022 | 2024 |